# 甘蔗穴粉蝨
甘蔗穴粉蝨（学名：Aleurolobus barodensis）为粉蝨科穴粉蝨屬下的一个种。